# Erdei ciklámen
Az erdei ciklámen (Cyclamen purpurascens) a hangavirágúak (Ericales) rendjébe, ezen belül a kankalinfélék (Primulaceae) családjába tartozó ciklámen (Cyclamen) nemzetség egyetlen, Magyarországon (főleg az Alpokalján) őshonos faja.
Nemzetségének a típusfaja.

## Származása, elterjedése
Eredeti elterjedési területe Nyugat- és Közép-Európa volt; részben az ember közreműködésével ez jelentősen kiterjedt: manapság a mérsékelt éghajlatú területeken sokfelé megtalálható.

## Alfaja
- Cyclamen purpurascens subsp. immaculatum (Hrabetová) Halda & Soják

## Jellemzése
Szórt állású levelei egyszerűek, szív alakúak vagy oválisak. A kékeszöld, foltos levelek válla szíves, csúcsa tompa, a szélük ép. A levélnyél hosszú.
Virága fehér, rózsaszín vagy lila, illatos. Termése tok. Az érő termés kocsánya dugóhúzószerűen megcsavarodik.
Régi nevei (disznókenyér, disznórépa, kunrépa, kunalma) a gumójára utalnak, amiket előszeretettel fogyaszt a vaddisznó és vele a makkoltatott házi disznó is.

## Életmódja
Főleg hegyvidékeken, üde lomberdőkben (Magyarországon a zalai bükkösökben, soproni fenyvesekben) nő. Mészkerülő. Júliustól szeptemberig virágzik.

## Élettani hatása
Gyökere az emberre mérgező.

## A faj védelme és fenntartása
Markovics Tibor, az Őrségi Nemzeti Park Igazgatója által vezetett kőszegi Chernel-kertben, a növény szaporítása és fenntartása folyik.
Védett élőhelye a 24 hektáros Hódos-éri Ciklámenes Természetvédelmi Terület